# 프레더릭 백

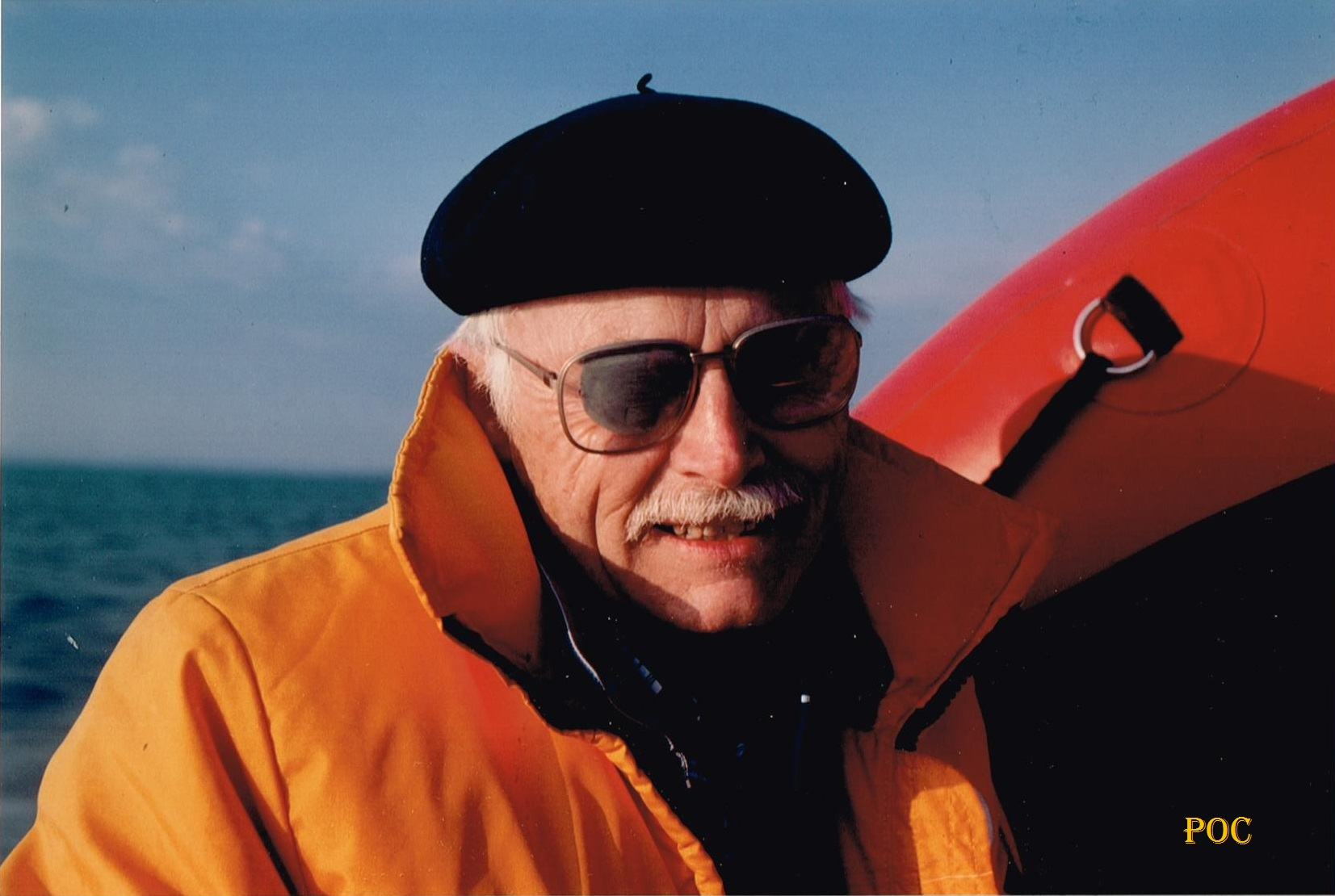

프레더릭 백(Frédéric Back, 1924년 4월 8일 ~ 2013년 12월 24일)은 독일 출신의 캐나다 애니메이터이다. 독일에서 태어나 프랑스에서 미술을 전공하고, 1948년 캐나다로 이주하였다. 1952년에는 라디오 카나다의 그래픽 부서에 참여하게 되었다.
몬트리올 지하철역에 많은 수의 스테인드 글라스를 만들었다. 1980년에는 단편 Tout rien으로 아카데미상 후보에 올랐고, 1982년에는 단편 Crac으로 아카데미상을 수상하였다. 1987년에는 〈나무를 심은 사람 (L'Homme qui plantait des arbres)〉으로 두 번째 아카데미상을 수상하였다. 1994년에는 Le fleuve aux grandes eaux로 아카데미상 후보에 올랐다.

## 주요 작품
- 위대한 강(Fleuve aux grandes eaux, Le, 1993년)
- 나무를 심은 사람(Homme qui plantait des arbres, L', 1987년)
- 크랙!(Crac!, 1980년)
- 투리엥(Tout rien, 1980년)
- 타라타타(Taratata, 1976년)
- 일루전(Illusion, 1974년)
- 새의 창조(La Creation Des Oiseux, 1973년)
- 아브라카다브라(Abracadabra, 1970년)